# Jessica Lee Rose
Jessica Lee Rose est une actrice américaino-néo-zélandaise née le 26 avril 1987 à Salisbury dans le Maryland (États-Unis).
À l'été 2006, Rose fait ses débuts comme lonelygirl15, le personnage fictif d'une adolescente scolarisée à domicile nommée Bree, apparue dans des nombreuses vidéos sur le site web d’hébergement de vidéos YouTube. Le mystère autour de l'éventuelle fiction de ce personnage l'a conduite à être cité par le Los Angeles Times, qui l'a ainsi amené sous le feu des projecteurs traditionnels. En 2007, Rose a remporté un Webby Award pour ce rôle.
Après l'arrêt de lonelygirl15 en août 2007, Rose a joué le rôle de Jen K dans la série télé Greek. Elle a continué à apparaître dans de nombreux films, tels que Perfect Sport et Ghost SyFy's Town, et d'autres séries web, tels que Hooking Up et Sorority Forever. Elle a signé en mars 2010 pour le film indépendant Look At Me avec la covedette de lonelygirl15, Yousef Abu Taleb.

## Biographie

### Enfance
Rose est née à Salisbury, Maryland et a déménagé à Mount Maunganui, Bay of Plenty en Nouvelle-Zélande, quand elle avait huit ans. Elle a étudié à Mount Maunganui College de 2000-2003 pour une partie de ses études secondaires. Par la suite, elle prit des cours de comédie au Studio 111 à Auckland. En janvier 2004, elle a déménagé à Auckland pour étudier à l'Académie du Film et de la Télévision Make Up.
Au cours de ses études, Rose travaille en tant que maquilleuse et costumière sur un court-métrage néo-zélandais intitulé Nous, et fait des extras make-up sur l'ensemble du film King Kong de Peter Jackson. Elle a joué un rôle de premier plan dans un court métrage intitulé Dearly Beloved et a joué un second rôle dans le court-métrage Unleash the Fury.
Après que ses se soient séparés, elle retourne à Salisbury en mai 2005 vivre avec son père. Elle s'inscrit alors à la New York Film Academy (NYFA). Après avoir obtenu son diplôme en avril 2006, Rose vit à Los Angeles, en Californie. Au cours de sa recherche d'emplois intérimaires, elle trouve une annonce pour un projet de film indépendant, 'The Children of Anchor Cove', sur Craigslist. Elle a auditionné pour le rôle principal et a été offert le rôle de Bree. Rose a signé un accord de non-divulgation, mais le projet consisterait en une série de vidéos publiées sur Youtube. L'idée la préoccupait au début, car elle avait peur que le projet soit pornographique, mais elle a été convaincue du contraire et a accepté de participer. Bien qu'initialement non rémunéré, lorsque 'lonelygirl15' devient populaire, elle et sa co-star Yousef Abu-Taleb ont reçu des salaires.

### lonelygirl15: célébrité sur YouTube
Lonelygirl15 est un blog vidéo, qui est apparu mi-2006, avec en vedette Rose Bree, dans le rôle d'une jeune fille de 16 ans. Les vidéos, qui semblaient sincères, présentaient lonelygirl15 comme une personne réelle. Chacune des vidéos traitait de sujets traditionnels comme les craintes des adolescents. Mais rapidement, les vidéos ont commencé à présenter un récit bizarre concernant les pratiques occultes secrètes au sein de la famille de lonelygirl15. La série a connu un succès immédiat et est devenue populaire sur YouTube. Mais des soupçons sont apparus concernant la véracité des vidéos ou si c'était une sorte de buzz promotionnel.

### Carrière Post-YouTube
Après son départ de 'lonelygirl15', Rose a été engagée par l'agence United Talent Agency.  
Elle joue le rôle de Jen K dans la série télévisée Greek entre 2007 et 2008, et apparaît en 2007 dans le film I know who killed me de Chris Siverston.
En 2008, elle interprète Tina, une aspirante catcheuse, dans le drame primé Perfect Sport. En janvier 2009, Rose est apparue dans le clip de "The White Tie Affair's" chanson de "Candle (Sick and Tired)", et en octobre elle apparaît dans le film Ghost town, diffusé à la télévision sur la chaîne Syfy.
Le 4 avril 2008, il a été annoncé qu'elle serait la vedette d'une web série intitulée "Blood Cell" sur «une jeune femme qui doit faire une course contre la montre pour arrêter un fou sadique après avoir reçu un inquiétant appel d'un ami en danger". La série a été diffusée en octobre 2009 par le site "theWB.com".
La même année, elle joue dans la série Sorority Fever, suivant trois étudiantes de première année de fac entrant dans la "sororité la plus chaude sur le campus". La série s'inspire de "Gossip Girl" et "Veronica Mars". En outre, elle est apparue dans "Hooking Up", une web-série de HBO de dix épisodes, avec d'autres visages connus du Web, notamment les blogueuses vidéos sxephil et KevJumba.
En novembre 2008, Rose crée, avec son amie Taryn Southern, une société de production web appelé "Webutantes". 
En 2009, Rose est apparue dans la web-série "Poor Paul", produite par Yousef Abu-Taleb, ancien acteur de lonelygirl15. 
En parallèle de sa carrière d'actrice, elle est fan de l'équipe de hockey sur glace Anaheim Ducks, et écrit périodiquement des articles pour le blog de la NHL.
Rose réapparait en tant que Bree pour un épisode de la web-série lonelygirl15 en juin 2016.

## Filmographie
| Année      | Titre                     | Rôle          | Notes                                                     |
| ---------- | ------------------------- | ------------- | --------------------------------------------------------- |
| 2006       | OpAphid                   | Bree (voix)   | Épisode : Everyone Hates Cassie: What a Poor, Lonely Girl |
| 2006-2007  | lonelygirl15              | Bree          | 150 épisodes                                              |
| 2007       | I Know Who Killed Me      | Marcia        |                                                           |
| 2007-2008  | Greek                     | Jen K         | 11 épisodes                                               |
| 2008       | Perfect Sport             | Tina          |                                                           |
| 2008       | Casanovas                 | Jess          | Épisode : The Strip Tease                                 |
| 2008       | Sorority Forever          | Julie Gold    | 39 épisodes                                               |
| 2008       | Blood Cell                | Julia         | Série TV                                                  |
| 2008       | Hooking Up                | Meg Henley    | Téléfilm                                                  |
| 2009       | Ghost Town                | Chloe         | Téléfilm                                                  |
| 2009       | The Crew                  | Map           | Épisodes : A Pirate's Life, Mis-Guided                    |
| 2009, 2011 | Poor Paul                 | Beatrice      |                                                           |
| 2010-2011  | The Temp Life             | Tammy Roeder  |                                                           |
| 2012       | Chronicles of a Man Child | Dana          |                                                           |
| 2013       | Look at Me                | Elizabeth     |                                                           |
| 2013       | Casting Couch             | Alex          |                                                           |
| 2022       | Detective Knight: Rogue   | Bonnie Parker |                                                           |

## Récompenses et nominations
Streamy Awards
- Nommée dans la catégorie « Meilleure actrice féminine dans une série web dramatique » pour Sorority Forever (2009)[3]

VH1
- « Big Web Hit of 2006 » (Plus gros tube internet en 2006) (décembre 2006)[4]
- Quatrième plus grande star web dans leur liste des « 40 Biggest Internet Celebrities » (40 plus grand grandes célébrités Internet) (mars 2007)[5]

Webby Awards
- Meilleure actrice avec « lonelygirl15 » (2007)

Autres récompenses
- « Number One Web Celeb » par Forbes Magazine (janvier 2007)[6]
- Listé par Jane Magazine dans la liste des « 30 Inspirational Women Under 30 » (mai 2007)[7]
- Nommé comme la « Today's Girl » (La fille d'aujourd'hui) dans le magazine Maxim (24 mars 2008)[8]
- Listé par VideoSurf dans « The Five Hottest Stars of Web Series » (Les 5 vedettes les plus sexy des séries Web) (20 novembre 2009)[9]